# Łyżwiarstwo figurowe na Zimowych Igrzyskach Olimpijskich 2010
Łyżwiarstwo figurowe na Zimowych Igrzyskach Olimpijskich 2010 – jedna z dyscyplin rozgrywanych podczas igrzysk w dniach 14–27 lutego 2010 w Pacific Coliseum w Vancouver. Zawody odbyły się w czterech konkurencjach: solistów i solistek, par sportowych i tanecznych.
Do zawodów zakwalifikowali się reprezentanci ponad 20 krajów. Każdy kraj miał prawo wystawić maksymalnie 3 zawodników/duety do każdej konkurencji. Państwa zdobywały kwalifikację podczas Mistrzostw Świata 2009 oraz rozgrywanego we wrześniu 2009 roku turnieju Nebelhorn Trophy w Oberstdorfie.

## Kwalifikacje
Liczba miejsc do obsadzenia na igrzyskach jest ustalona przez Międzynarodowy Komitet Olimpijski. W zawodach weźmie udział maksymalnie 148 zawodników (74 mężczyzn i 74 kobiety), z czego nie więcej niż 18 z Narodowego Komitetu Olimpijskiego (9 mężczyzn i 9 kobiet). Po 30 w konkurencji solistów i solistek, 20 par w konkurencji sportowej i 24 pary w konkurencji tanecznej. 
Do Zimowych Igrzysk Olimpijskich 2010 można było zakwalifikować się podczas dwóch imprez. Pierwszą możliwością kwalifikacji były Mistrzostwa Świata 2009, podczas których państwa mogły uzyskać maksymalnie 3 kwalifikacje z każdej konkurencji. Pozostałe wolne miejsca zostały obsadzone podczas turnieju Nebelhorn Trophy 2009. W momencie obsadzania pozostałych miejsc brane były pod uwagę tylko państwa, które w danej konkurencji nie miały zakwalifikowanych zawodników/pary. W turnieju Nebelhorn Trophy każdy kraj mógł uzyskać tylko jedno miejsce w każdej konkurencji.

## Terminarz
| Data      | Konkurencja                       | Godzina                 |
| --------- | --------------------------------- | ----------------------- |
| 14 lutego | Program krótki par sportowych     | 16:30 UTC-9 / 01:30 CET |
| 15 lutego | Program dowolny par sportowych    | 17:00 UTC-9 / 02:00 CET |
| 16 lutego | Program krótki solistów           | 16:15 UTC-9 / 01:15 CET |
| 18 lutego | Program dowolny solistów          | 17:00 UTC-9 / 02:00 CET |
| 19 lutego | Taniec obowiązkowy par tanecznych | 16:45 UTC-9 / 01:45 CET |
| 21 lutego | Taniec oryginalny par tanecznych  | 16:15 UTC-9 / 01:15 CET |
| 22 lutego | Taniec dowolny par tanecznych     | 16:45 UTC-9 / 01:45 CET |
| 23 lutego | Program krótki solistek           | 16:30 UTC-9 / 01:30 CET |
| 25 lutego | Program dowolny solistek          | 17:00 UTC-9 / 02:00 CET |
| 27 lutego | Gala mistrzów                     | 16:30 UTC-9 / 01:30 CET |

## Medaliści
| Konkurencja   | Złoto                     | Wynik  | Srebro                      | Wynik  | Brąz                             | Wynik  |
| Soliści       | Evan Lysacek              | 257,67 | Jewgienij Pluszczenko       | 256,36 | Daisuke Takahashi                | 247,23 |
| Solistki      | Kim Yu-na                 | 228,56 | Mao Asada                   | 205,50 | Joannie Rochette                 | 202,64 |
| Pary sportowe | Shen Xue / Zhao Hongbo    | 216,57 | Pang Qing / Tong Jian       | 213,31 | Alona Sawczenko / Robin Szolkowy | 210,60 |
| Pary taneczne | Tessa Virtue / Scott Moir | 221,57 | Meryl Davis / Charlie White | 215,74 | Oksana Domnina / Maksim Szabalin | 207,64 |

## Klasyfikacja medalowa
| Miejsce | Państwo                  | złoto | srebro | brąz | Łącznie |
| ------- | ------------------------ | ----- | ------ | ---- | ------- |
| 1.      | Stany Zjednoczone        | 1     | 1      | 0    | 2       |
| 1.      | Chińska Republika Ludowa | 1     | 1      | 0    | 2       |
| 3.      | Korea Południowa         | 1     | 0      | 0    | 1       |
| 4.      | Kanada                   | 1     | 0      | 1    | 2       |
| 5.      | Rosja                    | 0     | 1      | 1    | 2       |
| 5.      | Japonia                  | 0     | 1      | 1    | 2       |
| 6.      | Niemcy                   | 0     | 0      | 1    | 1       |